# Тоцага (Тренто)
Тоцага је насеље у Италији у округу Тренто, региону Трентино-Јужни Тирол.
Према процени из 2011. у насељу је живело 71 становника. Насеље се налази на надморској висини од 667 м.